# 港楽
港楽（こうらく）は、愛知県名古屋市港区の地名。現行行政地名は港楽一丁目から港楽三丁目。住居表示実施。

## 地理
名古屋市港区東部に位置する。東は港陽一丁目・同三丁目・作倉町、西は港栄一丁目〜同四丁目、北は港明一丁目に接する。

## 歴史
1800年に開発された熱田前新田の一部に該当する。

### 町名の由来
楽しい名古屋港に由来する。

### 行政区画の変遷
- 1947年（昭和22年）5月10日 - 港区熱田前新田（字辰巳[注釈 1]・中川東・中ノ組）の一部より同区港楽町1丁目が、熱田前新田（字中川東・中ノ組）の一部より港楽町2丁目が、熱田前新田（字中川東）の一部より港楽町3丁目が、熱田前新田（字中川東）・中川町[注釈 2]の各一部より港楽町4丁目がそれぞれ成立[5][1]。
- 1973年（昭和48年）10月20日 - 港区港楽町1丁目・熱田前新田（字辰巳）・港陽町・千年（字ハノ割）・名港通1丁目の各一部より同区港楽一丁目が、港楽町2丁目の全部と港楽町1丁目・港陽町・千年（字ハノ割）・名港通1丁目および2丁目の各一部より港楽二丁目が、港楽町3丁目および4丁目の全部と港陽町・中川町・名港通2丁目および3丁目の各一部より港楽三丁目がそれぞれ成立[6]。これに伴い港楽町が消滅[1]。

## 世帯数と人口
2019年（平成31年）3月1日現在の世帯数と人口は以下の通りである。
| 丁目       | 世帯数    | 人口    |
| ---------- | --------- | ------- |
| 港楽一丁目 | 547世帯   | 1,047人 |
| 港楽二丁目 | 263世帯   | 497人   |
| 港楽三丁目 | 219世帯   | 467人   |
| 計         | 1,029世帯 | 2,011人 |

### 人口の変遷
国勢調査による人口の推移
| 1995年（平成7年）  | 2,415人 | [ WEB 6 ]  |  |
| 2000年（平成12年） | 2,405人 | [ WEB 7 ]  |  |
| 2005年（平成17年） | 2,239人 | [ WEB 8 ]  |  |
| 2010年（平成22年） | 2,150人 | [ WEB 9 ]  |  |
| 2015年（平成27年） | 2,121人 | [ WEB 10 ] |  |

## 学区
市立小・中学校に通う場合、学校等は以下の通りとなる。また、公立高等学校に通う場合の学区は以下の通りとなる。なお、小学校は学校選択制度を導入しておらず、番毎で各学校に指定されている。
| 丁目       | 小学校                                      | 中学校               | 高等学校 |
| ---------- | ------------------------------------------- | -------------------- | -------- |
| 港楽一丁目 | 名古屋市立港楽小学校                        | 名古屋市立東港中学校 | 尾張学区 |
| 港楽二丁目 | 名古屋市立港楽小学校                        | 名古屋市立東港中学校 | 尾張学区 |
| 港楽三丁目 | 名古屋市立港楽小学校 名古屋市立西築地小学校 | 名古屋市立東港中学校 | 尾張学区 |

## 交通
- 名古屋市営地下鉄名港線港区役所駅[3]

## 施設
- 名古屋市営港楽荘[3]
- 港楽ハイツ[3]
- 名港保育園[3]
- 名古屋市立港楽小学校[3]
- 名古屋市立東港中学校[3]
- 名古屋市港図書館[3]
- 名古屋市上下水道局港業務所[3]
- NTT名古屋港電話局[3]
- 港区休日急病診療所[3]
- 近藤病院[3]
- みなと医療生活協同組合みなと診療所[3]
- みなと医療生活協同組合みなと歯科医療所[3]
- 中田歯科[3]
- 港楽神社[3]
- 秀葉院[3]
- 世界真光文明教団[3]
- 港北公園[4]

## その他

### 日本郵便
- 郵便番号 : 455-0014[WEB 3]（集配局：名古屋港郵便局[WEB 13]）。